# La Ferme du mauvais sort
Pour plus de détails, voir Fiche technique et Distribution.
La Ferme du mauvais sort (Cold Comfort Farm) est un téléfilm britannique réalisé par John Schlesinger en 1995. Bien que diffusé originellement à la télévision, il sortit en salle dans certains pays comme les États-Unis.

## Synopsis
Dans les années 1930, à la mort de ses parents, une jeune fille issue de l’aristocratie londonienne est forcée de s’installer dans la ferme de parents éloignés et découvre une nouvelle branche de sa famille, qui est la plus déjantée.

## Fiche technique
- Titre original : Cold Comfort Farm
- Réalisation : John Schlesinger
- Scénario : Malcolm Bradbury, d'après le roman de Stella Gibbons
- Productrice : Alison Gilby
- Productrice associée : Joanna Gueritz
- Producteurs exécutifs : Richard Broke	(BBC Television) et Antony Root (Thames Television)
- Musique : Robert Lockhart
- Directeur de la photographie : Chris Seager
- Montage : Mark Day
- Distribution des rôles : Noel Davis
- Création des décors : Malcolm Thornton
- Direction artistique : Jim Holloway
- Création des costumes : Amy Roberts
- Sociétés de production : BC Films, BBC, Thames International et Thames Television
- Sociétés de distribution :  Royaume-Uni BBC (TV) •  Belgique,  Luxembourg RCV Film Distribution (cinéma) •  États-Unis Gramercy Pictures (cinéma)
- Pays :  Royaume-Uni
- Langue : anglais
- Genre : Comédie, romance
- Format : 1.66:1 - 35mm - Couleur et noir et blanc - Son stéréophonique
- Durée : 95 minutes
- Dates de première diffusion : Royaume-Uni : 1er janvier 1995 • Finlande 23 avril 1999
- Dates de sortie en salles : États-Unis : 11 juin 1995 (Seattle International Film Festival) • 10 mai 1996 [2] • Australie : 25 juillet 1996
- Date de sortie en vidéo : France : 2 février 2011 [3]

## Distribution
- Kate Beckinsale (VF : Brigitte Virtudes) : Flora Poste
- Joanna Lumley (VF : Évelyn Séléna) : Mme Mary Smiling
- Ian McKellen : Amos Starkadder
- Rufus Sewell (VF : Olivier Jankovic) : Seth Starkadder
- Eileen Atkins : Judith Starkadder
- Sheila Burrell : Ada Doom
- Stephen Fry (VF : Jacques Frantz) : Mybug
- Freddie Jones : Adam Lambsbreath
- Miriam Margolyes : Mrs. Beetle
- Ivan Kaye : Reuben Starkadder

## Autour du film
- Sorti en salles en mai 1996 aux États-Unis alors qu'il fut diffusé à la télévision au Royaume-Uni, il a récolté au total 5 682 429 dollars de recettes sur le territoire américain[2].